# 野田ヒロ子
野田 ヒロ子（のだ ひろこ）は、日本のオペラ歌手（ソプラノ）、藤原歌劇団団員。東京音楽大学講師。岩手県盛岡市出身。サントリーホール オペラ・アカデミー講師（コーチング・ファカルティ）。

## 略歴
- 岩手県立盛岡第二高等学校卒業
- 東京音楽大学卒業、同大学研究科修了。在学中に東京音楽大学給費留学生として、1年間アメリカのインディアナ大学に留学。
- 1992年第1回藤沢オペラ・コンクール入選。
- 1996年からイタリアのヴェローナに留学し、2000年から第29回リクルートスカラシップ生として引き続きヴェローナで研鑚を積み、2002年1月に帰国。
- 芹沢文子、クララ・バルロウ、パオラ・フォルナツァーリ・パッティ、エンツァ・フェッラーリの諸氏に師事。
- 1998年産経新聞主催／東京国際声楽コンペティション優勝。
- 1998年、ハンガリーのブダペスト国際声楽コンクールで第2位に入賞。ハンガリー国立劇場での『ラ・ボエーム』ミミでオペラ・デビューを飾る。続いて同プロダクションの提携公演として、ミミをイタリアのロヴェレート・ザンドナイ劇場、ドイツのルードヴィッヒハーフェン劇場で歌う。
- 1999年はイタリアのロゼートゥム・プッチーニ・オペラコンクールで特別賞受賞。研鑽のかたわら、ニューヨーク、ヴェローナ、トレヴィーゾなど各地でコンサートに出演。
- 2001年7月、リクルートスカラシップ30周年記念「夏のオペラ・ガラ・コンサート」に出演。
- 2002年7月、第38回日伊声楽コンコルソで優勝。
- 2002年8月31日にサントリーホールで開催された「入賞者披露演奏会」に出演。
- 2003年1月、藤原歌劇団公演『ラ・トラヴィアータ～椿姫～』でヴィオレッタに抜擢され、日本でオペラ・デビューし、絶賛を博した。その後も、サントリーホールオペラコンサート「カルメン」のミカエラ、上越での小澤征爾音楽塾特別演奏会「こうもり」のロザリンデ、札幌交響楽団ならびに東京都交響楽団／広上淳一指揮でドヴォルザーク「スターバト・マーテル」など活躍を続けて、10月には藤原歌劇団「ロメオとジュリエット」にステファノで出演し好評を博し、プリマドンナとなった。

## 公演歴
- 2003年10月4日       藤原歌劇団／トゥールーズ・キャピトル歌劇場共同制作オペラ公演　《ロメオとジュリエット》
- 2003年10月10-14日    藤原歌劇団／トゥールーズ・キャピトル歌劇場共同制作オペラ公演　《ロメオとジュリエット》
- 2003年6月10日-2009年6月18日　新国立劇場 2002/2003 シーズン　《オテロ》    新国立劇場
- 2003年4月16-20日　  UFJつばさ証券スプリングオペラ サントリーホール オペラコンサート・シリーズ2003　《カルメン》      サントリーホール

- 2004年5月23-25日   平成16年度文化庁芸術団体重点支援事業  《イル・カンピエッロ》 ヴェネツィアの小さな広場    新国立劇場中劇場

- 2006年1月12-14日　第16回藤原歌劇団ニューイヤー・スペシャルオペラ　《ラ・トラヴィアータ～椿姫～》
- 2006年10月20-22日     藤原歌劇団公演　《ランスへの旅》

- 2008年7月11-17日　平成20年度新国立劇場高校生のためのオペラ鑑賞教室　《椿姫》        新国立劇場
- 2008年10月1-15日     新国立劇場 2008/2009 シーズン　《トゥーランドット》    新国立劇場
- 2008年11月28-30日     藤原歌劇団公演　《ラ・ボエーム》

- 2012年8月19日 奥州市文化会館開館20周年記念事業・歌劇「椿姫」　《椿姫》　奥州市文化会館 大ホール
- 2012年11月11日 サントリーホール オペラアカデミー公演・オペレッタ　《こうもり》　よこすか芸術劇場

- 2013年2月10-11日    藤原歌劇団公演　《仮面舞踏会》
- 2013年7月20日    歌劇　《椿姫》　広島大学サタケメモリアルホール
- 2013年9月29日    歌劇　《コジ・ファン・トゥッテ　》　サントリーホール ブルーローズホール
- 2013年10月27日   ヴェルディ生誕200周年記念ガラコンサート　　文京シビックホール 大ホール
- 2014年1月26日    ざ・CLASSIC2014 ～岩手にゆかりのクラシックアーティスツ 　　岩手県民会館 中ホール
- 2015年4月9日    プッチーニ 《蝶々夫人》 　　 イタリア・プーリア州ビトント市トラエッタ劇場
- 2015年4月1日    プッチーニ 《蝶々夫人》 　　 イタリア・プーリア州バルレッタ市クルチ劇場
- 2017年2月４日　　　歌劇　《蝶々夫人》    東広島芸術文化ホールくらら
- 2017年7月30日　　　奥州市文化会館開館25周年記念事業　《ラ・ボエーム》  奥州市文化会館Z 大ホール
- 2018年2月11日　　　歌劇　《椿姫》  東広島芸術文化ホールくらら
- 2019年2月10日　　　歌劇　《仮面舞踏会》　  東広島芸術文化ホールくらら
- 2020年1月12日-14日　 新春のオペラクルーズ藤原歌劇団　歌劇《トスカ》　にっぽん丸
- 2020年2月8日　　　歌劇　《アイーダ》　  東広島芸術文化ホールくらら
- 2020年12月20日　　　創作音楽劇　《荒城の月》　  厚木市文化会館　小ホール
- 2021年2月22日　　 歌劇　《蝶々夫人》　  東広島芸術文化ホールくらら
- 2022年7月31日　　　奥州市文化会館開館30周年記念事業　オペラ歌劇《トスカ》 奥州市文化会館Z 大ホール
- 2022年9月19日　　　ひたち市民オペラ25周年記念公演歌劇≪トゥーランドット≫ハイライト&オペラガラコンサート　日立市民会館
- 2022年10月5日　　　新作オペラ≪Medusa≫　　亀戸文化センターホール
- 2023年8月18日　　　創作音楽劇　《荒城の月》　 埼玉会館　小ホール
- 2024年2月24-25日　　　歌劇　《カルメン》　  東広島芸術文化ホールくらら
- 2025年3月29日　　　創作音楽劇　《荒城の月》　 大宮ソニックシティ　小ホール